# Дмитрий Менделеев (судно)
«Дми́трий Менделе́ев» (1968—2001) — советское и российское научно-исследовательское судно (НИС). 
Принадлежало к тому же типу, что и «Академик Курчатов». На судне имелось 28 лабораторий. Названо в честь русского учёного Д. И. Менделеева.

## История
Судно построено в 1968 году в Висмаре (ГДР), имело водоизмещение 6 900 тонн, длину 122 метра. 17 декабря 1968 года на НИС «Дмитрий Менделеев» в присутствии председателя приёмной комиссии И. Д. Папанина и других был торжественно поднят Государственный флаг СССР. Судно принадлежало Институту океанологии имени П. П. Ширшова РАН и использовалось для научной работы в области гидрологии и геофизики. На судне «Дмитрий Менделеев» изначально была установлена ЭВМ «Минск-22», а в 1977—1980 гг. установили ЭВМ ПР-9603 и ЕС-1010. Имелся аппарат «Пайсис», который мог работать на глубинах до 2 км, а в 1991 году судно было приспособлено для аппарата «Мир».
За 25-летнюю историю научной деятельности, с 1969 по 1993 гг. НИС «Дмитрий Менделеев» совершило 51 научный рейс (точнее 49 научных рейсов и три подрейса, из которых два научных и один технический) в различные районы Мирового океана.
Первым капитаном НИС «Дмитрий Менделеев» стал Михаил Васильевич Соболевский, всего в этой должности он был в 8 из 10 рейсов с 1969 по 1973 год, а до этого в течение трёх лет был капитаном НИС «Витязь». В восьмом рейсе (1972 год) капитаном НИС «Дмитрий Менделеев» стал А. С. Свитайло и до 1991 года был капитаном судна в 31 рейсе из 42.
В третьем и четвёртом рейсах НИС «Дмитрий Менделеев» было флагманом океанографического эксперимента «Полигон-70» по исследованию движений океанской воды, контролируя вместе с судном «Академик Курчатов» работу 14 автономных буйковых станций. Результатом эксперимента стало открытие крупных вихрей в океане.
Во время 27 рейса, проходившего со 2 сентября до 13 декабря 1981 года, НИС «Дмитрий Менделеев» вместе с НИС «Академик Курчатов» исследовало гидрофизику, гидрохимию и акустику океанических вод при помощи аппаратов «Пайсис», причём «Пайсис» «Дмитрия Менделеева», производя акустические измерения, погрузился на глубину 1670 м у подводной горы Диксон (12°14′ с. ш. 179°09′ з. д.). В ходе этого рейса также изучалась гидрофизика Полярного фронта в рамках эксперимента ПОЛИМОДЕ; продолжили подобные исследования в следующем году в 30 рейсе, была подкреплена гипотеза, что Антарктическое циркумполярное течение раздваивается на потоки с Полярным и Субантарктическим фронтами в качестве фронтальных разделов.
В 1985 году во время 36 рейса НИС «Дмитрий Менделеев» проводило изучение особенностей лазерного излучения в воздухе и воде в районе Тонга, моря Фиджи, Филиппинского моря и Каролинских островов, впервые изучили изменение бактериями оптических свойств воды. К изучению лазерного излучения вернулись в 39 рейсе (1987 год).
Несколько рейсов 1980-х гг. НИС «Дмитрий Менделеев» было посвящено изучению железо-марганцевых конкреций, фосфоритов, например, в первом полугодии 1988 года изучались железо-марганцевые конкреции провинции Кларион-Клиппертон в Тихом океане.
Во втором полугодии 1987 года НИС «Дмитрий Менделеев» вместе с судами «Академик Курчатов» и «Витязь» участвовало в программе «Мегаполигон» по изучению синоптических вихрей в северо-западном районе Тихого океана.
В 1989 году НИС «Дмитрий Менделеев» проводило исследования в рамках проекта «Экосистема» в Индийском океане, южной части Атлантического океана и в Чёрном море. Изучались экосистемы моря и океана, антарктический планктон, фауна и геология Южно-Оркнейского желоба.
В последний раз НИС «Дмитрий Менделеев» плавало 8 мая 2001 года, в этот день оно закончило свою деятельность в точке с координатами 21°23′26″ с. ш. 72°10′32″ в. д..
В честь НИС «Дмитрий Менделеев» названа подводная гора Дмитрий Менделеев в Тихом океане (координаты: 4°52′ с. ш. 154°58′ в. д.).

## В культуре
В 1971 году, когда отмечалось 125-летие со дня рождения Н. Н. Миклухо-Маклая и 100-летие прибытия русской экспедиции на Новую Гвинею, решением президиума Академии наук СССР НИС «Дмитрий Менделеев» было направлено в первую комплексную тихоокеанскую экспедицию к берегам Океании (6 рейс). По её результам была написана книга А. А. Аксенова и И. М. Белоусова «Загадки Океании. Экспедиция на научно-исследовательском судне „Дмитрий Менделеев“».
В 18 рейсе (1976—77 гг.), представлявшем собой новую экспедицию к берегам Океании, на борту НИС «Дмитрий Менделеев» были члены Союза художников СССР М. Л. Плахова и Б. В. Алексеев. По впечатлениям от экспедиции они в 1981 году написали книгу, а также нарисовали множество картин. Репродукции некоторых из них были выпущены в виде набора из 32 открыток «К берегам Океании» издательством «Изобразительное искусство» в 1979 году. На одной из открыток изображено НИС «Дмитрий Менделеев», покидающее берег Маклая (Папуа-Новая Гвинея), на фоне гор и светящего из-за них Солнца.